# Storm Area 51, They Can't Stop All of Us
 „ Storm Area 51, They Can't Stop All of Us ”, denumită în mod obișnuit Raid Area 51 sau Storm Area 51, a fost un eveniment pe Facebook care a avut loc pe 20 septembrie 2019, la Zona 51, o bază a forțelor aeriană a Statelor Unite (USAF) din raza de testare și formare Nevada, pentru a explora situl în căutarea vieții extraterestre. Mai mult de 2 milioane de oameni au răspuns „mergând” și 1,5 milioane „interesați” pe pagina evenimentului, ceea ce a atras ulterior reacția mediatică largă și a făcut ca evenimentul să devină un meme pe Internet. Evenimentul a fost creat de Matty Roberts în 27 iunie 2019  care a confirmat că evenimentul a fost pur comic și a respins responsabilitatea pentru orice victime dacă existau vreo încercare efectivă de a intra în baza militară.
Purtătoarea de cuvânt a Forțelor Aeriene, Laura McAndrews, a declarat că oficialii guvernamentali au fost informați despre eveniment și au descurajat oamenii să încerce să intre în proprietatea militară. De asemenea, forțele de ordine din Nevada au avertizat potențialii participanți la eveniment împotriva încălcării. Evenimentul, deși a fost destinat unei glume, a avut un efect asupra afacerilor atât din localitatea Nevada, cât și din jurul Statelor Unite, care au pregătit produse pentru vizitatori care participă la eveniment.
În comitatul Lincoln, Nevada, au fost planificate și două festivaluri de muzică : Alienstock în Rachel, Nevada și Storm Area 51 Basecamp din Hiko, Nevada. Autoritățile locale și poliția s-au temut că chiar și aceste evenimente legale ar putea fi problematice dacă există prea multe persoane. Alienstock a fost anulată de Roberts din cauza unei planificări proaste și a planificat ca acesta să fie relocat în Las Vegas, deși proprietarul Little A'Le'Inn, Connie West, a încercat să continue cu numele din Rachel. Avocații lui Roberts i-au trimis încetarea și dezistarea în ceea ce privește utilizarea numelui. 
În ziua evenimentului, aproximativ 150 de persoane au fost prezentate la intrarea în zona 51, fără ca nimeni să reușească să intre în sit; aproximativ 1.500 au participat la festivalurile aferente. O singură arestare a fost făcută pentru comiterea unei încălcări.

## Context

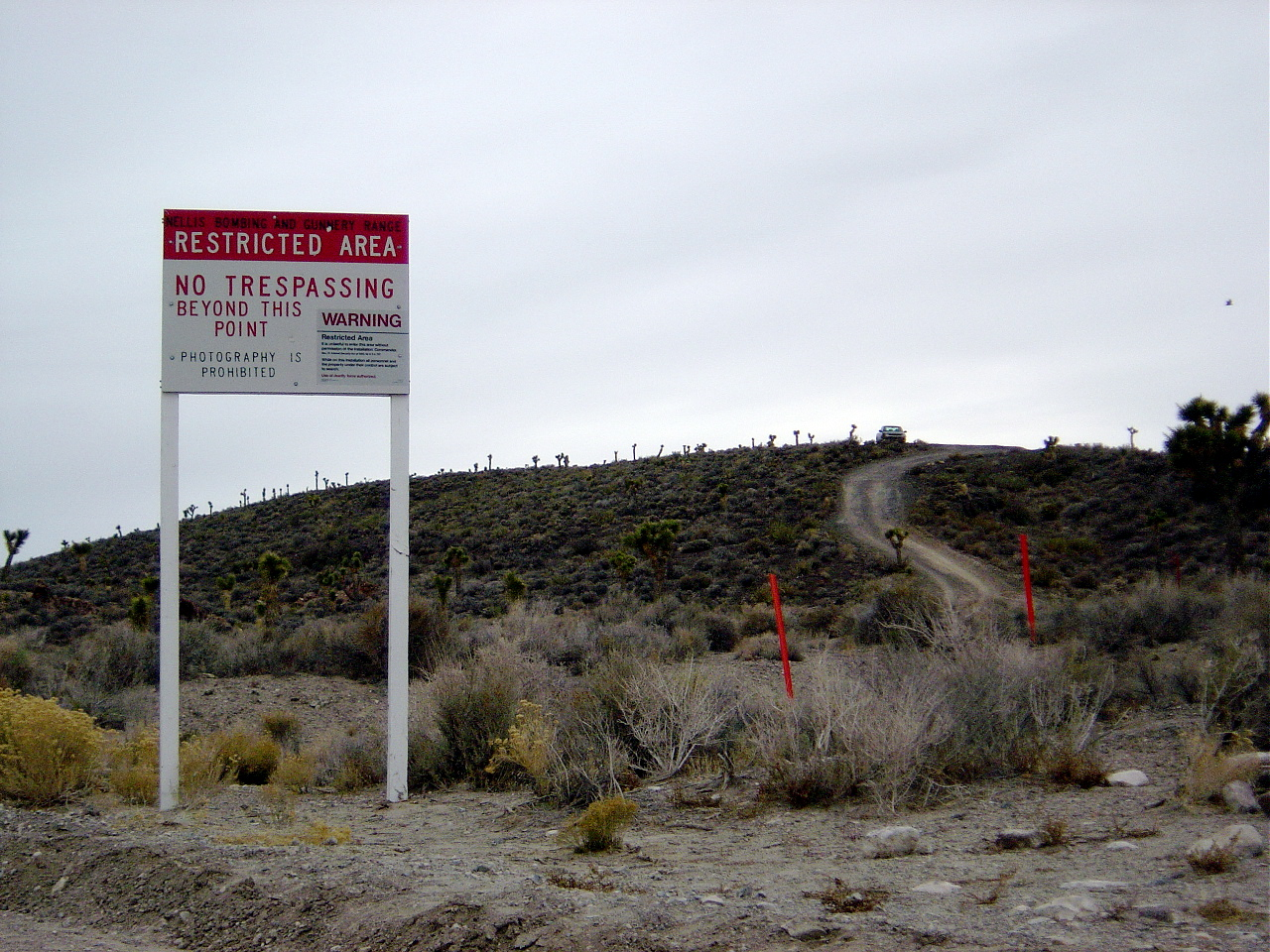
Indicator de avertizare în apropierea zonei 51 cu un camion de ridicare parcat deasupra dealului în fundalul îndepărtat. (Noiembrie 2003)

Zona 51 a făcut obiectul multor teorii ale conspirațiilor cu privire la extratereștri încă din anii 1950, când unii indivizi au raportat că au văzut OZN - uri la locația bazei, în jurul timpului în care militarii au început să zboare avioane de spionaj CIA U2 în zonă. CIA a declasificat documentele legate de zona 51 și a recunoscut existența sa în 2013. Teoreticienii conspirației consideră că extratereștrii, OZN-urile sau secretele legate de acestea sunt păstrate în zona 51. În iunie 2019, Pentagonul a oferit o informare despre OZN-uri întâlnite de piloții Marinei membrilor Congresului. Președintele SUA, Donald Trump, a fost informat și asupra OZN-urilor.
Elevul de colegiu Matty Roberts, creatorul evenimentului, a venit cu ideea după ce a vizionat teoreticianul conspirației din zona 51 Bob Lazar și cineastul Jeremy Corbell pe podcast-ul Joe Rogan Experience pe 20 iunie 2019.

## Eveniment Facebook și meme pe Internet
Matty Roberts, cunoscut și ca streamerul de jocuri video SmyleeKun,  a creat evenimentul pe Facebook pe 27 iunie ca o glumă, neștiind de atenția virală pe care evenimentul o va primi. Evenimentul intenționează să facă un raid în Valea Amargosa de la ora 3   la la 6   a.m PDT pe 20 septembrie 2019.  Evenimentul de pe Facebook scrie: „Dacă alergăm ca Naruto, ne putem mișca mai repede decât gloanțele lor. Haideți să vedem extratereștri ",  referindu-se la stilul unic de alergare al personajului anime Naruto Uzumaki și a altor câteva personaje, care aleargă cu brațele întinse în spatele lor, cu capul în jos și cu trunchiul înclinat în față. Roberts a spus că evenimentul a avut în jur de 40 de semnături la trei zile de la înregistrarea evenimentului și apoi a devenit brusc viral.   Meme-ul s-a răspândit mai întâi pe aplicația TikTok, precum și pe Reddit și Instagram mai târziu. Pagina de Facebook a evenimentului este plină cu mii de postări satirice care discută cea mai bună modalitate de a intra în zona 51.  După răspândirea virală a memoriei, Roberts era îngrijorat că va primi o vizită de la FBI.   Evenimentul a primit 2   milioane de semnături „în mers” și alte 1,5 milioane de semnături „interesate” începând cu 22 august  De atunci, Roberts și-a propus să organizeze un festival de muzică bazat pe evenimentul cunoscut sub numele de „Alienstock”.
Rapperul Lil Nas X a lansat un videoclip pentru remixul Young Thug și Mason Ramsey al „ Old Town Road ” despre raidul planificat.
Au fost, de asemenea, create evenimente Copycat, cum ar fi planurile de a asalta o boltă genealogică a Bisericii lui Iisus Hristos a Sfinților din Ultimele Zile,  Loch Ness,  și Triunghiul Bermudelor . În Olanda, o pagină meme de stânga cunoscută sub numele de „Meme-uri pentru masă” a creat evenimentul „Asaltăm Biroului de Implementare a Educației”, ca protest pentru bursele pentru studenți.
Începând cu 23 septembrie 2019, din cauza numărului scăzut de participanți din zona 51, care nu au încercat să înceapă raidul, iar concentrarea ridicată a participanților la evenimentele festivalului Alienstock, numele paginii de eveniment Facebook creat de Roberts a fost schimbat în „Official Alienstock Tou” și a fost planificat să aibă loc în perioada 18-20 septembrie 2020.

## Reacția guvernului
Pe 10 iulie, vorbind cu The Washington Post, purtătoarea de cuvânt a Forțelor Aeriene, Laura McAndrews, a declarat că oficialii sunt conștienți de eveniment și au emis un avertisment spunând: "[Zona 51] este o gamă de pregătire deschisă pentru forțele aeriene ale SUA și am descuraja pe oricine de la încercarea de a intra în zona în care antrenăm forțele armate americane ", adăugând că„ [US] Forțele Aeriene SUA sunt întotdeauna gata să protejeze America și bunurile sale ". Un ofițer de informații publice de la Nellis Air Force Base a declarat pentru KNPR că „orice încercare de acces ilegal în zonă este extrem de descurajată”. O postare virală a Reddit a arătat ceea ce pretindea a fi o (neclasată, „ca o glumă”) o informare a Forțelor Aeriene despre fuga Naruto. FBI a mai declarat că vor monitoriza situația și „numărul de persoane] care ar putea veni la aceste evenimente”.
Evenimentele din jurul furtunii au determinat Administrația Federală a Aviației (FAA) să posteze două restricții temporare de zbor, închizând spațiul aerian deasupra a două locuri din apropierea zonei 51 în timpul zilelor care înconjoară atacul planificat.
Serviciul de distribuție a informațiilor vizuale de apărare (DVIDS), biroul de relații publice al armatei, a făcut un tweet controversat, care implică utilizarea aeronavelor bombardiere pe infractori. De atunci, tweet-ul a fost șters, iar DVIDS a trimis și ea o scuză.

## Adunarea
În timp ce era destinat comic, unele persoane au luat evenimentul în serios și au călătorit în zonele înconjurătoare. Începând cu 19 septembrie, cu o zi înainte de data planificată a evenimentului, oamenii au fost prezentați să se prezinte și să facă camping în jurul Rachel pentru a pregăti atacarea.
Șeriful din Comitatul Lincoln a declarat că la festivaluri s-au prezentat aproximativ 1.500 de oameni, în timp ce peste 150 de persoane au făcut călătoria pe mai mulți kilometri de drumuri accidentate pentru a ajunge aproape de porțile către zona 51.

## Efect

### Comitatul Lincoln
În august 2019, oficialii județului Lincoln au redactat o stare de urgență și un plan de punere în comun a resurselor cu comitatele vecine, anticipând regiunea să fie copleșită de o mulțime de 40.000 de oameni. Județul are doar 184 de camere de hotel, iar oficialii se așteptau ca rețeaua locală de telefoane mobile să nu poată face față traficului suplimentar; de asemenea, și-au exprimat îngrijorarea cu privire la supraaglomerația din campinguri, benzinării și la unitățile medicale publice. Ambele festivaluri de muzică planificate au primit permise de către județ. Șeriful din județ, Kerry Lee, a declarat că vor fi aduși 300 de paramedici și 150 de ofițeri de poliție din Nevada.  
Orașul Rachel a postat o prudență pe site-ul său web, sfătuind participanții să fie „experimentați în camping, drumeții și supraviețuire într-un mediu dur al deșertului și să aibă un vehicul în formă bună”. Aceștia au sfătuit că orașul ar putea fi incapabil să ofere consumatorilor suficientă hrană, apă sau gaz și se așteaptă ca forțele de ordine locale să fie „copleșite”. Site-ul a avertizat că rezidenții locali vor fi gata să „intensifice pentru a-și proteja proprietatea”, adăugând că „[i] t va fi urât”  și a prezis că Alienstock va fi „ Fyre Festival 2.0”.

### Afaceri
Proprietarii de afaceri din Rachel, Nevada, un oraș de doar 56 de persoane chiar în afara bazei, au pregătit vizitatorii care doresc să meargă în zona 51. Connie West, coproprietar al restaurantului și hanului Little A'Le'Inn, a rezervat toate cele 13 camere ale hanului și plănuia să deschidă 30 de acri pentru camping și a spus că poate crea mărfuri pentru eveniment. Omul de afaceri din Las Vegas, George Harris, plănuia să angajeze trupe pentru a cânta la un festival anual numit „The Swarm”.  Kosmic Kae, proprietarul magazinului Aliens R Us din Boulder City, a declarat că, deși magazinul se află la 170 km distanță de zona 51, afacerile au crescut din cauza fascinației în ceea ce privește extratereștrii.
În comitatul Lincoln, Nevada, au fost planificate, de asemenea, două festivaluri de muzică : Alienstock în Rachel, Nevada, și Zona de furtună 51 Basecamp din Hiko, Nevada. Cu toate acestea, guvernele locale și poliția s-au temut că chiar și aceste evenimente legale ar putea fi problematice dacă ar apărea prea multe persoane. În iulie, Matty Roberts și-a exprimat interesul pentru un festival de muzică care va fi realizat în afara zonei 51, în ceea ce în cele din urmă va deveni Alienstock. La jumătatea lunii septembrie, Roberts a anunțat pe site-ul său că Alienstock a fost anulată din cauza unei planificări precare, a preocupărilor de siguranță și legalitate și a lipsei de infrastructură, adăugând că se teme de un „posibil dezastru umanitar”; , de asemenea, a spus că evenimentul va fi relocat la Las Vegas în formă redusă și redenumit Zona 51 Celebration. Cu toate acestea, proprietarul lui Little A'Le'Inn, Connie West, a declarat că planurile Alienstock originale vor continua, adăugând într-un interviu că "nu pot face nimic pentru a-l opri". Avocații Roberts ia trimis o somație de încetare scrisoarea privind utilizarea «Alienstock» nume.
Alte companii din jurul produselor și serviciilor din SUA cu privire la acest eveniment. A fost lansată o colecție de mărfuri legate de eveniment de la retaileri online. Bud Light a planificat să lanseze o etichetă promoțională de bere cu temă extraterestră și a promis o bere gratuită „oricărui extraterestru care o scoate”, atât timp cât un tweet cu noul design primește 51.000 de retweet-uri. Restaurantul de fast-food Arby's a planificat să livreze mâncare cu un meniu special la eveniment.
După eveniment, Keith Wright, un promotor pentru zona 51 a spus că a participat la un joc de noroc și a pierdut. Cu toate acestea, Connie West, care a organizat Alienstock, a declarat că evenimentul a avut succes duminică.